# Веллер Валентин Абрамович
Валентин Абрамович Веллер (? — ?) — радянський діяч, інженер, директор Луганського паровозобудівного заводу імені Жовтневої революції. Кандидат технічних наук. Кандидат у члени ЦК КП(б)У у січні 1949 — вересні 1952 р.

## Біографія
Закінчив Новгородський механічний технікум. З 1927 року працював на Коломенському паровозобудівному заводі техніком, потім заступником начальника цеху, начальником цеху, заступником головного інженера.
Член ВКП(б) з 1938 року.
До травня 1939 року — заступник головного інженера Коломенського паровозобудівного заводу імені Куйбишева Московської області.
У травні — грудні 1939 року — головний інженер Ворошиловградського паровозобудівного заводу імені Жовтневої революції.
У грудні 1939—1943 р. — директор Ворошиловградського паровозобудівного заводу імені Жовтневої революції. Під час німецько-радянської війни разом із заводом був евакуйований у східні райони СРСР.
У травні 1943 — червні 1947 року — директор Улан-Уденського паровозобудівного заводу Бурят-Монгольської АРСР.
У червні 1947—1952 р. — директор Ворошиловградського паровозобудівного заводу імені Жовтневої революції.
З 1952 року працював у Центральній науково-дослідній лабораторії транспортного машинобудування у місті Коломні Московської області.

## Нагороди
- два ордени Трудового Червоного Прапора (15.04.1939,)
- орден Вітчизняної війни I ст.
- орден «Знак Пошани»
- медалі